# سیارک ۱۲۵۷
سیارک ۱۲۵۷ (به انگلیسی: 1257 Mora، نامگذاری:1932PE) هزار و دویست و پنجاه و هفتمین سیارک کشف شده‌است که در ۸ اوت ۱۹۳۲ و در هایدلبرگ کشف شد.
قدر مطلق سیارک برابر ۱۱٫۵۰ است.